# 정미 (카누 선수)
정미(1970년 7월 27일~)는 대한민국의 카누 선수로, 1988년 하계 올림픽에 참가했다.